# القرانة (بني العوام)

تعديل مصدري - تعديل

القرانة هي إحدى قرى عزلة بني الذواد بمديرية بني العوام التابعة لمحافظة حجة، بلغ تعداد سكانها 399 نسمة حسب تعداد اليمن لعام 2004.